# Ружяни
Ружяни или Ружино (на гръцки: Ριζοχώρι, Ризохори, катаревуса Ριζοχώριον, Ризохорион, до 1926 година Ρούζινο, Рузино) е село в Егейска Македония, Гърция, в дем Мъглен (Алмопия) на административна област Централна Македония.

## География
Селото се намира на 6 km северозападно от демовия център Къпиняни, в центъра на котловината Мъглен (Моглена).

## История

### В Османската империя
Според Стефан Веркович към края на XIX век Ружяни е българо-мохамеданско селище с мъжко население 160 души и 40 домакинства. Съгласно статистиката на Васил Кънчов („Македония. Етнография и статистика“) към 1900 година в Рожени живеят 400 българи-мохамедани.
Екзархийската статистика за Воденската каза от 1912 година сочи 222 жители българи християни и 236 българи мохамедани.

### В Гърция
През Балканската война в 1912 година селото е окупирано от гръцки части и остава в Гърция след Междусъюзническата война в 1913 година. Боривое Милоевич пише в 1921 година („Южна Македония“), че Ружано има 55 къщи славяни мохамедани и 6 къщи цигани християни.
В 1924 година мюсюлманското му население се изселва в Турция и на негово място са настанени 271 гърци бежанци от Турция - предимно понтийци. В 1925 година е преименувано на Ризохори. Според преброяването от 1928 година селото е смесено местно-бежанско със 74 бежански семейства и 264 души. Според други данни в 1928 година селото има 298 жители, от които 27 местни.
В 1991 година селото има 527 жители.
Землището на селото се напоява добре от река Мъгленица и дава високи приходи. Произвеждат се овошки, тютюн, пипер, десертно грозде, а е развито и краварството.
| Година    | 1913 | 1920 | 1928 | 1940 | 1951 | 1961 | 1971 | 1981 | 1991 | 2001 | 2011 | 2021 |
| --------- | ---- | ---- | ---- | ---- | ---- | ---- | ---- | ---- | ---- | ---- | ---- | ---- |
| Население | 266  | 233  | 298  | 511  | 448  | 555  | 543  | 572  | 526  | 537  | 443  | 406  |